# بهرام (مرند)
بهرام هي قرية في مقاطعة مرند، إيران. عدد سكان هذه القرية هو 1,573 في سنة 2006.